# Biathlon-Europacup 1998/99
Der Biathlon-Europacup 1998/99 wurde als Unterbau zum Biathlon-Weltcup 1998/99 veranstaltet. Startberechtigt waren Starter und Starterinnen aller Kontinente.

## Ergebnisse Damen-Wettbewerbe
| 1. Europacup in Ruhpolding, 11. Dezember 1998 – 13. Dezember 1998 | 1. Europacup in Ruhpolding, 11. Dezember 1998 – 13. Dezember 1998 | 1. Europacup in Ruhpolding, 11. Dezember 1998 – 13. Dezember 1998 | 1. Europacup in Ruhpolding, 11. Dezember 1998 – 13. Dezember 1998 | 1. Europacup in Ruhpolding, 11. Dezember 1998 – 13. Dezember 1998 |
| ----------------------------------------------------------------- | ----------------------------------------------------------------- | ----------------------------------------------------------------- | ----------------------------------------------------------------- | ----------------------------------------------------------------- |
| Datum                                                             | Disziplin                                                         | Erster Platz                                                      | Zweiter Platz                                                     | Dritter Platz                                                     |
| 12. Dezember 1998 (Sa.)                                           | Einzel (15 km)                                                    | Inna Scheschkil                                                   | Ljudmila Lyssenko                                                 | Denisa Pelikánová                                                 |
| 13. Dezember 1998 (So.)                                           | Sprint (7,5 km)                                                   | Ljudmila Lyssenko                                                 | Inna Scheschkil                                                   | Natalia Gelewerja                                                 |

| 2. Europacup in Obertilliach, 17. Dezember 1998 – 20. Dezember 1998 | 2. Europacup in Obertilliach, 17. Dezember 1998 – 20. Dezember 1998 | 2. Europacup in Obertilliach, 17. Dezember 1998 – 20. Dezember 1998          | 2. Europacup in Obertilliach, 17. Dezember 1998 – 20. Dezember 1998 | 2. Europacup in Obertilliach, 17. Dezember 1998 – 20. Dezember 1998 |
| ------------------------------------------------------------------- | ------------------------------------------------------------------- | ---------------------------------------------------------------------------- | ------------------------------------------------------------------- | ------------------------------------------------------------------- |
| Datum                                                               | Disziplin                                                           | Erster Platz                                                                 | Zweiter Platz                                                       | Dritter Platz                                                       |
| 18. Dezember 1998 (Fr.)                                             | Sprint (7,5 km)                                                     | Inna Scheschkil                                                              | Ljudmila Lyssenko                                                   | Sylvie Becaert                                                      |
| 19. Dezember 1998 (Sa.)                                             | Verfolgung (10 km)                                                  | Ljudmila Lyssenko                                                            | Sylvie Becaert                                                      | Inna Scheschkil                                                     |
| 20. Dezember 1998 (So.)                                             | Staffel (4 × 6 km)                                                  | BelarusNatalia Gelewerja Ljudmila Lyssenko Inna Scheschkil Natalja Mylnikowa | nicht besetzt                                                       | nicht besetzt                                                       |

| 3. Europacup in Ridnaun, 8. Januar 1999 – 10. Januar 1999 | 3. Europacup in Ridnaun, 8. Januar 1999 – 10. Januar 1999 | 3. Europacup in Ridnaun, 8. Januar 1999 – 10. Januar 1999 | 3. Europacup in Ridnaun, 8. Januar 1999 – 10. Januar 1999 | 3. Europacup in Ridnaun, 8. Januar 1999 – 10. Januar 1999 |
| --------------------------------------------------------- | --------------------------------------------------------- | --------------------------------------------------------- | --------------------------------------------------------- | --------------------------------------------------------- |
| Datum                                                     | Disziplin                                                 | Erster Platz                                              | Zweiter Platz                                             | Dritter Platz                                             |
| 9. Januar 1999 (Sa.)                                      | Einzel (15 km)                                            | Iris Eckschlager                                          | Inna Scheschkil                                           | Sylvie Becaert                                            |
| 10. Januar 1999 (So.)                                     | Sprint (7,5 km)                                           | Brigitte Weisleitner                                      | Inna Scheschkil                                           | Ljudmila Lyssenko                                         |

| 4. Europacup in Friedenweiler, 13. Januar 1999 – 16. Januar 1999 | 4. Europacup in Friedenweiler, 13. Januar 1999 – 16. Januar 1999 | 4. Europacup in Friedenweiler, 13. Januar 1999 – 16. Januar 1999            | 4. Europacup in Friedenweiler, 13. Januar 1999 – 16. Januar 1999           | 4. Europacup in Friedenweiler, 13. Januar 1999 – 16. Januar 1999   |
| ---------------------------------------------------------------- | ---------------------------------------------------------------- | --------------------------------------------------------------------------- | -------------------------------------------------------------------------- | ------------------------------------------------------------------ |
| Datum                                                            | Disziplin                                                        | Erster Platz                                                                | Zweiter Platz                                                              | Dritter Platz                                                      |
| 14. Januar 1999 (Do.)                                            | Sprint (7,5 km)                                                  | Sylvie Becaert                                                              | Inna Scheschkil                                                            | Tatiana Kutliková                                                  |
| 15. Januar 1999 (Fr.)                                            | Verfolgung (10 km)                                               | Inna Scheschkil                                                             | Sylvie Becaert                                                             | Ljudmila Lyssenko                                                  |
| 16. Januar 1999 (Sa.)                                            | Staffel (4 × 6 km)                                               | BelarusNatalia Gelewerja Ksenia Zikunkova Ljudmila Lyssenko Inna Scheschkil | Vereinigte StaatenAndrea Nahrgang Jill Krause Clarissa Werre Jaime Mueller | KanadaSylvie Boudreault Sandra Keith Maryke Ciaramidaro Barb Sharp |

| 5. Europacup in Bodenmais, 11. Februar 1999 – 14. Februar 1999 | 5. Europacup in Bodenmais, 11. Februar 1999 – 14. Februar 1999 | 5. Europacup in Bodenmais, 11. Februar 1999 – 14. Februar 1999 | 5. Europacup in Bodenmais, 11. Februar 1999 – 14. Februar 1999 | 5. Europacup in Bodenmais, 11. Februar 1999 – 14. Februar 1999 |
| -------------------------------------------------------------- | -------------------------------------------------------------- | -------------------------------------------------------------- | -------------------------------------------------------------- | -------------------------------------------------------------- |
| Datum                                                          | Disziplin                                                      | Erster Platz                                                   | Zweiter Platz                                                  | Dritter Platz                                                  |
| 12. Februar 1999 (Fr.)                                         | Einzel (15 km)                                                 |                                                                |                                                                |                                                                |
| 13. Februar 1999 (Sa.)                                         | Sprint (7,5 km)                                                |                                                                |                                                                |                                                                |
| 14. Februar 1999 (So.)                                         | Verfolgung (10 km)                                             |                                                                |                                                                |                                                                |

| 6. Europacup in Jablonec, 25. Februar 1999 – 28. Februar 1999 | 6. Europacup in Jablonec, 25. Februar 1999 – 28. Februar 1999 | 6. Europacup in Jablonec, 25. Februar 1999 – 28. Februar 1999 | 6. Europacup in Jablonec, 25. Februar 1999 – 28. Februar 1999 | 6. Europacup in Jablonec, 25. Februar 1999 – 28. Februar 1999 |
| ------------------------------------------------------------- | ------------------------------------------------------------- | ------------------------------------------------------------- | ------------------------------------------------------------- | ------------------------------------------------------------- |
| Datum                                                         | Disziplin                                                     | Erster Platz                                                  | Zweiter Platz                                                 | Dritter Platz                                                 |
| 26. Februar 1999 (Fr.)                                        | Sprint (7,5 km)                                               | Hana Rychterová                                               | Matejka Mohorič                                               | Jitka Símunková                                               |
| 27. Februar 1999 (Sa.)                                        | Verfolgung (10 km)                                            | Jana Dufková                                                  | Kamila Horaková                                               | Hana Rychterová                                               |
| 28. Februar 1999 (So.)                                        | Massenstart (10 km)                                           | Kamila Horaková                                               | Radka Doskocílová                                             | Jitka Símunková                                               |

| 7. Europacup in Champex – Lac, 5. März 1999 – 7. März 1999 | 7. Europacup in Champex – Lac, 5. März 1999 – 7. März 1999 | 7. Europacup in Champex – Lac, 5. März 1999 – 7. März 1999 | 7. Europacup in Champex – Lac, 5. März 1999 – 7. März 1999 | 7. Europacup in Champex – Lac, 5. März 1999 – 7. März 1999 |
| ---------------------------------------------------------- | ---------------------------------------------------------- | ---------------------------------------------------------- | ---------------------------------------------------------- | ---------------------------------------------------------- |
| Datum                                                      | Disziplin                                                  | Erster Platz                                               | Zweiter Platz                                              | Dritter Platz                                              |
| 6. März 1999 (Sa.)                                         | Sprint (7,5 km)                                            | Siegrid Pallhuber                                          | Inna Scheschkil                                            | Ljudmila Lyssenko                                          |
| 7. März 1999 (So.)                                         | Einzel (10 km)                                             | Siegrid Pallhuber                                          | Inna Scheschkil                                            | Sylvie Becaert                                             |

| 8. Europacup in Haute-Maurienne, 10. März 1999 – 13. März 1999 | 8. Europacup in Haute-Maurienne, 10. März 1999 – 13. März 1999 | 8. Europacup in Haute-Maurienne, 10. März 1999 – 13. März 1999 | 8. Europacup in Haute-Maurienne, 10. März 1999 – 13. März 1999 | 8. Europacup in Haute-Maurienne, 10. März 1999 – 13. März 1999 |
| -------------------------------------------------------------- | -------------------------------------------------------------- | -------------------------------------------------------------- | -------------------------------------------------------------- | -------------------------------------------------------------- |
| Datum                                                          | Disziplin                                                      | Erster Platz                                                   | Zweiter Platz                                                  | Dritter Platz                                                  |
| 11. März 1999 (Do.)                                            | Einzel (15 km)                                                 | Christelle Gros                                                | Linda Bengtsson                                                | Inna Scheschkil                                                |
| 12. März 1999 (Fr.)                                            | Sprint (7,5 km)                                                | Christelle Gros                                                | Siegrid Pallhuber                                              | Ljudmila Lyssenko                                              |
| 13. März 1999 (Sa.)                                            | Staffel (4 × 6 km)                                             |                                                                |                                                                |                                                                |

### Gesamtwertung
Nach 21 von 21 Rennen
| Platz | Sportler             | Land                   | Punkte |
| ----- | -------------------- | ---------------------- | ------ |
| 1     | Inna Scheschkil      | Kasachstan             | 401    |
| 2     | Ljudmila Lyssenko    | Belarus                | 339    |
| 3     | Sylvie Becaert       | Frankreich             | 279    |
| 4     | Victoria Gray        | Vereinigtes Königreich | 244    |
| 5     | Beverley Robinson    | Vereinigtes Königreich | 188    |
| 6     | Iris Eckschlager     | Österreich             | 180    |
| 7     | Brigitte Weisleitner | Österreich             | 150    |
| 8     | Radka Doskocílová    | Tschechien             | 128    |
| 9     | Natalia Gelewerja    | Belarus                | 127    |
| 10    | Hana Rychterová      | Tschechien             | 115    |

## Ergebnisse Herren-Wettbewerbe
| 1. Europacup in Ruhpolding, 11. Dezember 1998 – 13. Dezember 1998 | 1. Europacup in Ruhpolding, 11. Dezember 1998 – 13. Dezember 1998 | 1. Europacup in Ruhpolding, 11. Dezember 1998 – 13. Dezember 1998 | 1. Europacup in Ruhpolding, 11. Dezember 1998 – 13. Dezember 1998 | 1. Europacup in Ruhpolding, 11. Dezember 1998 – 13. Dezember 1998 |
| ----------------------------------------------------------------- | ----------------------------------------------------------------- | ----------------------------------------------------------------- | ----------------------------------------------------------------- | ----------------------------------------------------------------- |
| Datum                                                             | Disziplin                                                         | Erster Platz                                                      | Zweiter Platz                                                     | Dritter Platz                                                     |
| 12. Dezember 1998 (Sa.)                                           | Einzel (20 km)                                                    | Michael Greis                                                     | Stefan Hodde                                                      | Rustam Waliullin                                                  |
| 13. Dezember 1998 (So.)                                           | Sprint (10 km)                                                    | Mark Kirchner                                                     | Stefan Hodde                                                      | Ulf Karkoschka                                                    |

| 2. Europacup in Obertilliach, 17. Dezember 1998 – 20. Dezember 1998 | 2. Europacup in Obertilliach, 17. Dezember 1998 – 20. Dezember 1998 | 2. Europacup in Obertilliach, 17. Dezember 1998 – 20. Dezember 1998       | 2. Europacup in Obertilliach, 17. Dezember 1998 – 20. Dezember 1998  | 2. Europacup in Obertilliach, 17. Dezember 1998 – 20. Dezember 1998 |
| ------------------------------------------------------------------- | ------------------------------------------------------------------- | ------------------------------------------------------------------------- | -------------------------------------------------------------------- | ------------------------------------------------------------------- |
| Datum                                                               | Disziplin                                                           | Erster Platz                                                              | Zweiter Platz                                                        | Dritter Platz                                                       |
| 18. Dezember 1998 (Fr.)                                             | Sprint (12,5 km)                                                    | Vincent Defrasne                                                          | Gunar Bretschneider                                                  | Michael Greis                                                       |
| 19. Dezember 1998 (Sa.)                                             | Verfolgung (12,5 km)                                                | Ulf Karkoschka                                                            | Gunar Bretschneider                                                  | Stefan Hodde                                                        |
| 20. Dezember 1998 (So.)                                             | Staffel (4 × 7,5 km)                                                | DeutschlandUlf Karkoschka Michael Greis Mark Kirchner Gunar Bretschneider | FrankreichGaël Poirée Ferréol Cannard Lionel Grebot Vincent Defrasne | SlowenienJože Poklukar Tomaž Žemva Tomaz Jeroncic Marko Dolenc      |

| 3. Europacup in Ridnaun, 8. Januar 1999 – 10. Januar 1999 | 3. Europacup in Ridnaun, 8. Januar 1999 – 10. Januar 1999 | 3. Europacup in Ridnaun, 8. Januar 1999 – 10. Januar 1999 | 3. Europacup in Ridnaun, 8. Januar 1999 – 10. Januar 1999 | 3. Europacup in Ridnaun, 8. Januar 1999 – 10. Januar 1999 |
| --------------------------------------------------------- | --------------------------------------------------------- | --------------------------------------------------------- | --------------------------------------------------------- | --------------------------------------------------------- |
| Datum                                                     | Disziplin                                                 | Erster Platz                                              | Zweiter Platz                                             | Dritter Platz                                             |
| 8. Januar 1999 (Sa.)                                      | Einzel (20 km)                                            | Ulf Karkoschka                                            | Helmuth Messner                                           | Markus Fischer                                            |
| 9. Januar 1999 (So.)                                      | Sprint (10 km)                                            | Ulf Karkoschka                                            | Gunar Bretschneider                                       | Helmuth Messner                                           |

| 4. Europacup in Friedenweiler, 13. Januar 1999 – 16. Januar 1999 | 4. Europacup in Friedenweiler, 13. Januar 1999 – 16. Januar 1999 | 4. Europacup in Friedenweiler, 13. Januar 1999 – 16. Januar 1999 | 4. Europacup in Friedenweiler, 13. Januar 1999 – 16. Januar 1999          | 4. Europacup in Friedenweiler, 13. Januar 1999 – 16. Januar 1999 |
| ---------------------------------------------------------------- | ---------------------------------------------------------------- | ---------------------------------------------------------------- | ------------------------------------------------------------------------- | ---------------------------------------------------------------- |
| Datum                                                            | Disziplin                                                        | Erster Platz                                                     | Zweiter Platz                                                             | Dritter Platz                                                    |
| 13. Januar 1999 (Do.)                                            | Sprint (10 km)                                                   | René Gerth                                                       | Stefan Hodde                                                              | Janez Marič                                                      |
| 14. Januar 1999 (Fr.)                                            | Verfolgung (12,5 km)                                             | René Gerth                                                       | Stefan Hodde                                                              | Michael Greis                                                    |
| 15. Januar 1999 (Sa.)                                            | Staffel (4 × 7,5 km)                                             | DeutschlandUlf Karkoschka Michael Greis Stefan Hodde René Gerth  | FrankreichFerréol Cannard Nicolas Termier Lionel Grebot Raphael Cart-Lamy | SlowenienJože Poklukar Janez Marič Tomaz Jeroncic Marko Dolenc   |

| 5. Europacup in Bodenmais, 11. Februar 1999 – 14. Februar 1999 | 5. Europacup in Bodenmais, 11. Februar 1999 – 14. Februar 1999 | 5. Europacup in Bodenmais, 11. Februar 1999 – 14. Februar 1999 | 5. Europacup in Bodenmais, 11. Februar 1999 – 14. Februar 1999 | 5. Europacup in Bodenmais, 11. Februar 1999 – 14. Februar 1999 |
| -------------------------------------------------------------- | -------------------------------------------------------------- | -------------------------------------------------------------- | -------------------------------------------------------------- | -------------------------------------------------------------- |
| Datum                                                          | Disziplin                                                      | Erster Platz                                                   | Zweiter Platz                                                  | Dritter Platz                                                  |
| 12. Februar 1999 (Fr.)                                         | Einzel (20 km)                                                 |                                                                |                                                                |                                                                |
| 13. Februar 1999 (Sa.)                                         | Sprint (10 km)                                                 |                                                                |                                                                |                                                                |
| 14. Februar 1999 (So.)                                         | Verfolgung (12,5 km)                                           |                                                                |                                                                |                                                                |

| 6. Europacup in Jablonec, 25. Februar 1999 – 28. Februar 1999 | 6. Europacup in Jablonec, 25. Februar 1999 – 28. Februar 1999 | 6. Europacup in Jablonec, 25. Februar 1999 – 28. Februar 1999 | 6. Europacup in Jablonec, 25. Februar 1999 – 28. Februar 1999 | 6. Europacup in Jablonec, 25. Februar 1999 – 28. Februar 1999 |
| ------------------------------------------------------------- | ------------------------------------------------------------- | ------------------------------------------------------------- | ------------------------------------------------------------- | ------------------------------------------------------------- |
| Datum                                                         | Disziplin                                                     | Erster Platz                                                  | Zweiter Platz                                                 | Dritter Platz                                                 |
| 26. Februar 1999 (Fr.)                                        | Sprint (10 km)                                                | Stefan Hodde                                                  | Ulf Karkoschka                                                | Marco Morgenstern                                             |
| 27. Februar 1999 (Sa.)                                        | Verfolgung (12,5 km)                                          | Ulf Karkoschka                                                | René Gerth                                                    | Stefan Hodde                                                  |
| 28. Februar 1999 (So.)                                        | Massenstart (12,5 km)                                         | Marco Morgenstern                                             | Stefan Hodde                                                  | Carsten Pump                                                  |

| 7. Europacup in Champex – Lac, 5. März 1999 – 7. März 1999 | 7. Europacup in Champex – Lac, 5. März 1999 – 7. März 1999 | 7. Europacup in Champex – Lac, 5. März 1999 – 7. März 1999 | 7. Europacup in Champex – Lac, 5. März 1999 – 7. März 1999 | 7. Europacup in Champex – Lac, 5. März 1999 – 7. März 1999 |
| ---------------------------------------------------------- | ---------------------------------------------------------- | ---------------------------------------------------------- | ---------------------------------------------------------- | ---------------------------------------------------------- |
| Datum                                                      | Disziplin                                                  | Erster Platz                                               | Zweiter Platz                                              | Dritter Platz                                              |
| 6. März 1999 (Sa.)                                         | Sprint (7,5 km)                                            | Tomaz Zemva                                                | Julien Robert                                              | Gaël Poirée                                                |
| 7. März 1999 (So.)                                         | Einzel (20 km)                                             | Julien Robert                                              | Ferréol Cannard                                            | Gaël Poirée                                                |

| 8. Europacup in Haute-Maurienne, 10. März 1999 – 13. März 1999 | 8. Europacup in Haute-Maurienne, 10. März 1999 – 13. März 1999 | 8. Europacup in Haute-Maurienne, 10. März 1999 – 13. März 1999 | 8. Europacup in Haute-Maurienne, 10. März 1999 – 13. März 1999 | 8. Europacup in Haute-Maurienne, 10. März 1999 – 13. März 1999 |
| -------------------------------------------------------------- | -------------------------------------------------------------- | -------------------------------------------------------------- | -------------------------------------------------------------- | -------------------------------------------------------------- |
| Datum                                                          | Disziplin                                                      | Erster Platz                                                   | Zweiter Platz                                                  | Dritter Platz                                                  |
| 11. März 1999 (Do.)                                            | Einzel (20 km)                                                 | Per Eriksson                                                   | Ulf Karkoschka                                                 | Jörn Wollschläger                                              |
| 12. März 1999 (Fr.)                                            | Sprint (10 km)                                                 | Andreas Stitzl                                                 | Ulf Karkoschka                                                 | Stefan Hodde                                                   |
| 13. März 1999 (Sa.)                                            | Staffel (4 × 7,5 km)                                           |                                                                |                                                                |                                                                |

### Gesamtwertung
Nach 21 von 21 Rennen
| Platz | Sportler            | Land        | Punkte |
| ----- | ------------------- | ----------- | ------ |
| 1     | Ulf Karkoschka      | Deutschland | 353    |
| 2     | Stefan Hodde        | Deutschland | 351    |
| 3     | Michael Greis       | Deutschland | 266    |
| 4     | René Gerth          | Deutschland | 252    |
| 5     | Jörn Wollschläger   | Deutschland | 233    |
| 6     | Jože Poklukar       | Slowenien   | 219    |
| 7     | Aljaksandr Syman    | Belarus     | 186    |
| 8     | Gunar Bretschneider | Deutschland | 181    |
| 9     | Andreas Stitzl      | Deutschland | 177    |
| 10    | Gaël Poirée         | Frankreich  | 163    |